# 八栄里村
八栄里村（やえざとむら）は山形県東田川郡にあった村。現在の庄内町、京田川右岸、羽越本線西袋駅の西方一帯にあたる。

## 地理
- 河川：京田川

## 歴史
- 1876年（明治9年）1月8日 - 生田新田村が吉岡村に合併する[1]。
- 1890年（明治23年）10月28日 - 五七里村の一部（大字大野・島田・茗荷瀬・田谷・西小野方・払田・近江新田・吉岡）が分立して八栄里村発足[2]。
- 1894年（明治27年）10月22日 - 庄内地震により村内5人死亡、67戸が全壊[3]。
- 1943年（昭和18年）10月30日 - 町役場移転[4]。
- 1953年（昭和28年）5月1日 - 十六合村との境界を変更[5]。
- 1954年（昭和29年）12月1日 - 余目町・大和村・十六合村・常万村・栄村と合併し、改めて余目町が発足、同日八栄里村廃止[6]。

## 地名
小字の出典は『山形県地名録』256-257頁による。

### 大字吉岡
前身となる吉岡村は、1876年1月8日に生田新田村と吉岡村が合併して発足した。
小字：吉岡・奥佐戸・小佐戸・赤佐戸・荒田・奥南・上南・上川前・下川前・北川前・北前・中南・下南・中割・沼田・奥沼田・東北裏・西北裏・道端

### 大字大野
小字：大野・大塚・太農（）・西川前・前田・前泓

### 大字近江新田
小字：近江新田・大西・村上・村下

### 大字嶋田
小字：嶋田・新田・落端（）・小割目・沼田・孫六・谷地古田

### 大字田谷
小字：田谷（）・谷田（）・大下・堅田北深・南深・村上前田・村西

### 大字西小野方
小字：西小野方・岩瀬・北田・三軒屋敷前・中田・西農・墓廻り・村東・村西

### 大字払田
小字：払田・掃部裏・サビ・八間・増穂田・村東・村西

### 大字茗荷瀬
小字：茗荷瀬・大縄・仲縄・岡田・蒲原・上谷地・仲谷地・北谷地・南谷地・屋角（）・除（）

## 村長
| 代    | 氏名         | 就任年月日                 | 退任年月日                 | 備考                        |
| ----- | ------------ | -------------------------- | -------------------------- | --------------------------- |
| 1-2   | 仁科理右衛門 | 1891年（明治24年）4月13日  | 1898年（明治31年）7月29日  | 1891年3月末まで五七里村村長 |
| 3     | 安倍親名     | 1898年（明治31年）10月28日 | 1901年（明治34年）4月16日  |                             |
| 4-8   | 花岡證意     | 1901年（明治34年）5月15日  | 1921年（大正10年）5月15日  |                             |
| 9     | 渡部治左衛門 | 1921年（大正10年）5月16日  | 1922年（大正11年）12月8日  |                             |
| 10    | 渡部治左衛門 | 1923年（大正12年）8月6日   | 1924年（大正13年）8月11日  |                             |
| 11-13 | 皆川松清     | 1925年（大正14年）2月5日   | 1936年（昭和11年）9月11日  |                             |
| 14    | 高山兵右衛門 | 1936年（昭和11年）11月2日  | 1940年（昭和15年）11月1日  |                             |
| 15    | 石垣多右衛門 | 1940年（昭和15年）11月1日  | 1942年（昭和17年）9月16日  |                             |
| 16    | 佐藤廓髄     | 1942年（昭和17年）10月3日  | 1943年（昭和18年）10月24日 | 在任中に死去                |
| 17    | 渡部徳三     | 1943年（昭和18年）12月6日  | 1946年（昭和21年）10月31日 |                             |
| 18-19 | 佐藤市之助   | 1947年（昭和22年）4月5日   | 1954年（昭和29年）11月30日 | 八栄里村廃止                |

## 人口
1950年国勢調査による。
- 世帯数：241戸
- 人口：1,640人
- 人口密度：291人/km2
- 男女比：女性100人に対し男性95.2人

## 産業
主な産業は農業であった。農業戸数は1953年時点で224戸、うち専業農家は151戸であった。米の年間収穫高は1939年で458,452円であった。

## 教育
- 八栄里村立八栄里小学校[12] - 1953年時点で学級数6組、児童数204人[13]。
- 余目町他三ヶ村組合立余目中学校[14] - 余目町に設置されていた[15]。1953年時点で学級数22組、生徒数1,063人[13]。

## 交通

### 鉄道路線
村域を日本国有鉄道羽越本線が通過したが、駅は所在しなかった。西袋駅が至近に所在。